# Tour de France für Automobile 1975
Die Tour de France für Automobile 1975 wurde als Etappenrennen für Automobile vom 15. bis 23. September in Frankreich ausgetragen.
1975 brachen die Veranstalter der Tour Auto mit der Tradition, Wertungsprüfungen als Berg- und Rundstreckenrennen auszutragen. Bis zum Vorjahr waren Rennen mit langen Distanzen auf Rennpisten keine Seltenheit. 1975 wurde Sonderprüfungen wie bei Rallyes eingeführt, wodurch die Tour einen großen Teil ihres Charakters verlor. Beibehalten wurde aber die Form des Etappenrennens. Das Rennen startete in Nizza und führte über Nîmes, Bourg-en-Bresse, Caen, Albi und La Grande-Motte zurück an den Ausgangspunkt. 127 Teilnehmer – ein Rekordstarterfeld – hatte auf 4200 km 22 Sonderprüfungen zu absolvieren. 59 erreichten das Ziel in Südfrankreich.
Das Rennen dominierte Bernard Darniche auf einem Lancia Stratos dem bis zu seinem Ausfall nur Jean Égreteaud auf Porsche 911 folgen konnte. Die Damenwertung gewann Christine Dacremont auf einer Alpine A310, die Sechste in der Gesamtwertung wurde.

## Die ersten sechs der Gesamtwertung
| Pl. | Fahrer              | Copilot             | Fahrzeug         |
| --- | ------------------- | ------------------- | ---------------- |
| 1   | Bernard Darniche    | Alain Mahé          | Lancia Stratos   |
| 2   | Jean-Francois Mas   | M. Célérier         | Porsche Carrera  |
| 3   | Jean-Pierre Rouget  | Jean-Claude Lefèvre | Porsche Carrera  |
| 4   | Maurice Nussbaumer  | Didier Piole        | Alpine A110 1800 |
| 5   | Bernard Béguin      | Jacques Andrevon    | Alfa Romeo GTV   |
| 6   | Christine Dacremont | Ganaëlle            | Alpine A310      |

## Klassensieger
| Klasse     | Fahrer            | Copilot          | Fahrzeug        | Platzierung im Gesamtklassement |
| ---------- | ----------------- | ---------------- | --------------- | ------------------------------- |
| Gruppe 4/5 | Bernard Darniche  | Alain Mahé       | Lancia Stratos  | Gesamtsieg                      |
| Gruppe 3   | Jean-Francois Mas | M. Célérier      | Porsche Carrera | Rang 2                          |
| Gruppe 2   | Guy Chasseuil     | Patrice Chonez   | Opel Ascona     | Rang 12                         |
| Gruppe 1   | Bernard Béguin    | Jacques Andrevon | Alfa Romeo GTV  | Rang 5                          |